# Sociedade carnavalesca

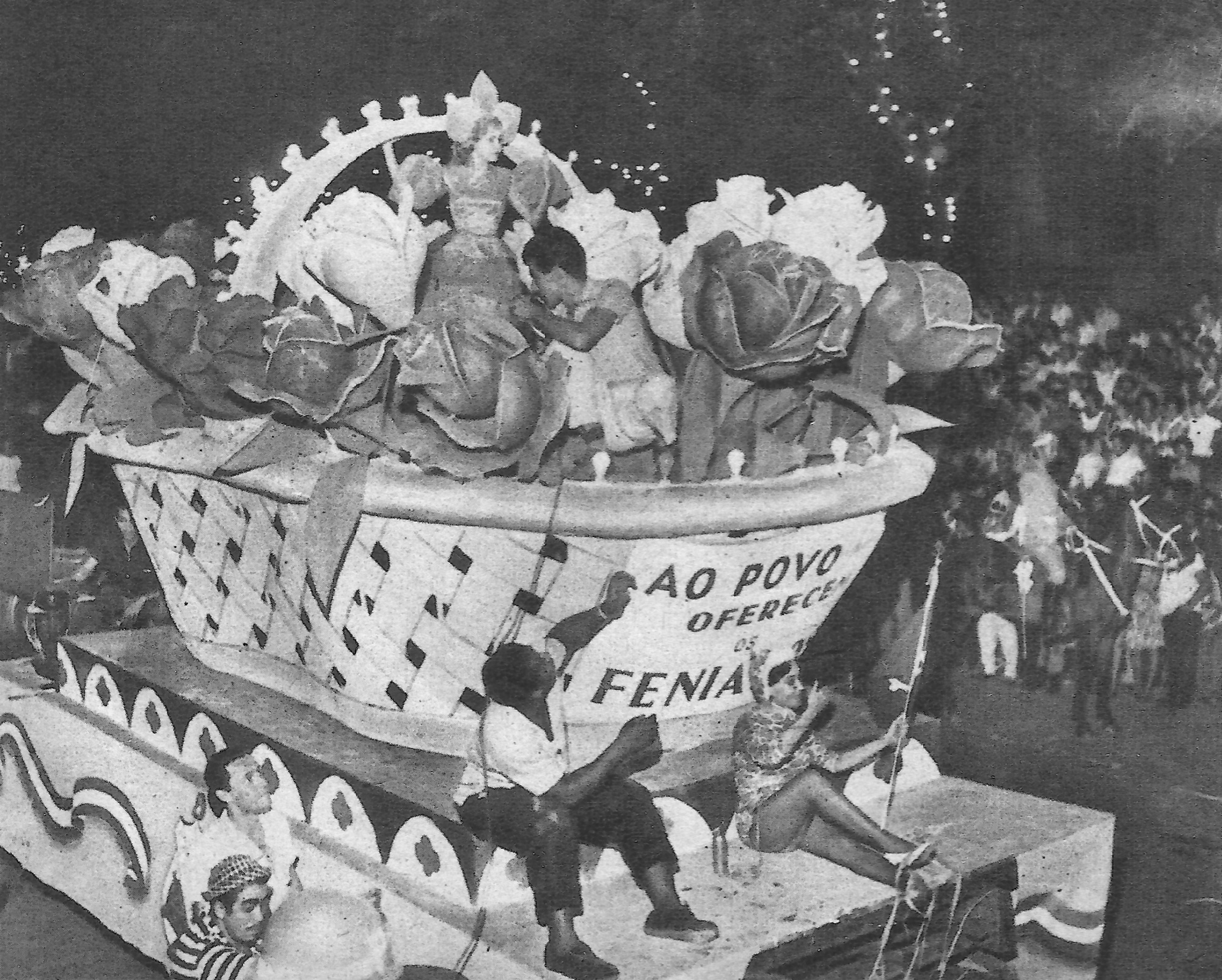
Um desfile de Grande Sociedade em 1960

Sociedade carnavalesca também chamadas de clubes carnavalescos ou grandes sociedades na cidade brasileira do Rio de Janeiro é uma agremiação de cunho recreativo e geralmente competitivo, que visa promover desfiles durante o período de carnaval, ao som de músicas próprias da época, geralmente marchas. As sociedades, foram, durante décadas, o mais importante evento do carnaval carioca. São apontadas por muitos pesquisadores do carnaval como fonte de inspiração para algumas das escolas de samba.
Sociedades carnavalescas são comuns em Carnavais de diversos países, tais como Estados Unidos, no Carnaval de Nova Orleans, onde são conhecidas como krewe; Itália; além de guardarem similaridade com as comparsas da Espanha e América Latina de língua espanhola. No Brasil, ainda existem em Florianópolis as sociedades Granadeiros da Ilha e Tenentes do Diabo.

## História

### Brasil
Os primeiros movimentos em direção ao surgimento das sociedades carnavalescas se deram no Rio de Janeiro, no final dos anos 1830. Foi por essa época que as elites cariocas começaram a copiar o carnaval que se fazia em Paris, procurando se afastar do conjunto de brincadeiras conhecido com Entrudo.
O modelo francês fez com que a moda dos Bailes de Máscaras, Bailes à Fantasia ou Bals Masqués fosse rapidamente copiada pela Corte. Aos poucos o ato de se deslocar das casas ou das sedes das sociedades – nome dado a grupos que se reuniam para encontros e tertúlias – até os salões de bailes foi se tornando um evento por si só. Desfilar pela cidade em carruagens abertas, exibindo à população as ricas fantasias importadas de Paris tornar-se-ia um dos grandes prazeres da burguesia durante os dias de carnaval.
O povo do Rio de Janeiro assistia a passagem desses grupos fantasiados com grande interesse, saudando sua passagem do modo a que estava acostumado, ou seja, lançando sobre eles seus limões de cheiro. Para evitar esse confronto, os passeios ficavam cada vez mais organizados em verdadeiros séquitos de carruagens.

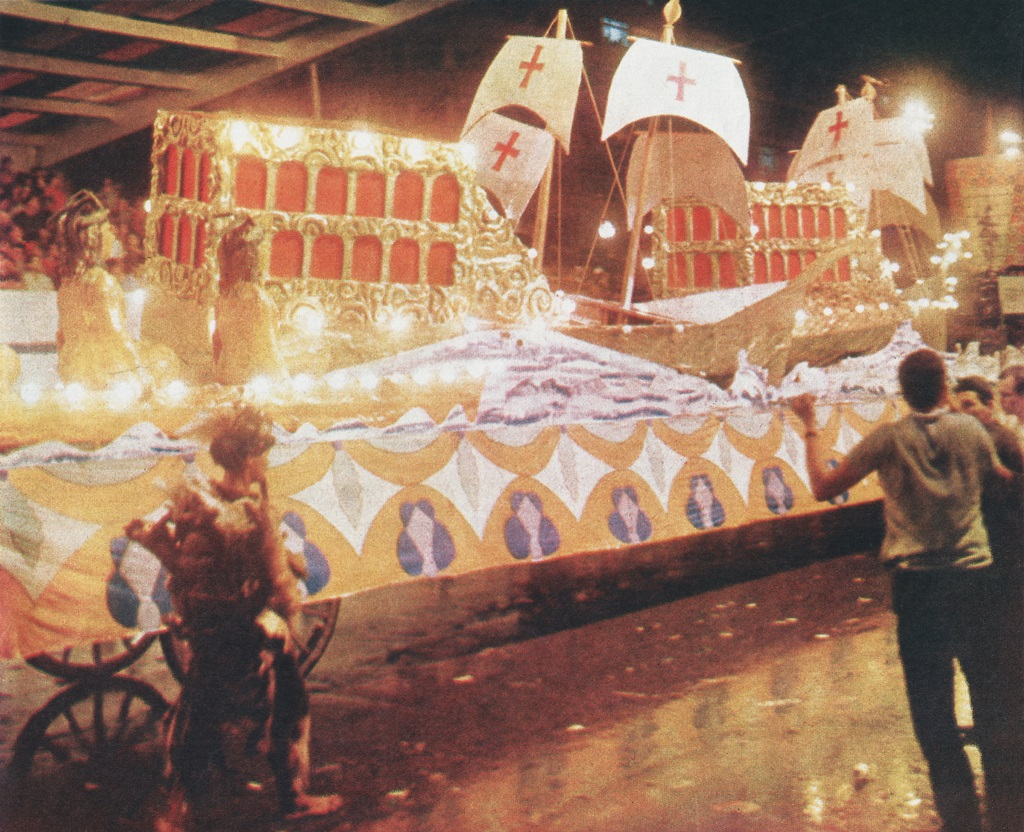
Um desfile de sociedade carnavalesca em 1965

Em 1855, um grupo de foliões da elite, resolve, organizar um passeio que não seria um mero trajeto entre as casas e os bailes, mas sim um evento que se bastasse a si mesmo, aos moldes do que se fazia em Paris, Roma ou Nice. A grande divulgação do acontecimento marcou época e produziu um fato fundador do carnaval brasileiro; o famoso desfile do Congresso das Sumidades Carnavalescas, considerada por parte dos historiadores como a primeira Sociedade Carnavalesca brasileira. No entanto, havia também um outro grupo da mesma época, denominado União Veneziana As sociedades cariocas eram identificadas com a elite econômica e tentavam copiar os modelos carnavalescos de Veneza e Paris.
A partir daí muitos outras sociedades carnavalescas se organizaram e, em menos de uma década, as ruas do Centro do Rio de Janeiro já viam desfilar dezenas desses grupos. Os mais importantes foram Os Tenentes do Diabo, sociedade que surgiu também em 1855 com o nome de Zuavos Carnavalescos; os Democráticos Carnavalescos (1867); e o Clube dos Fenianos (1869).

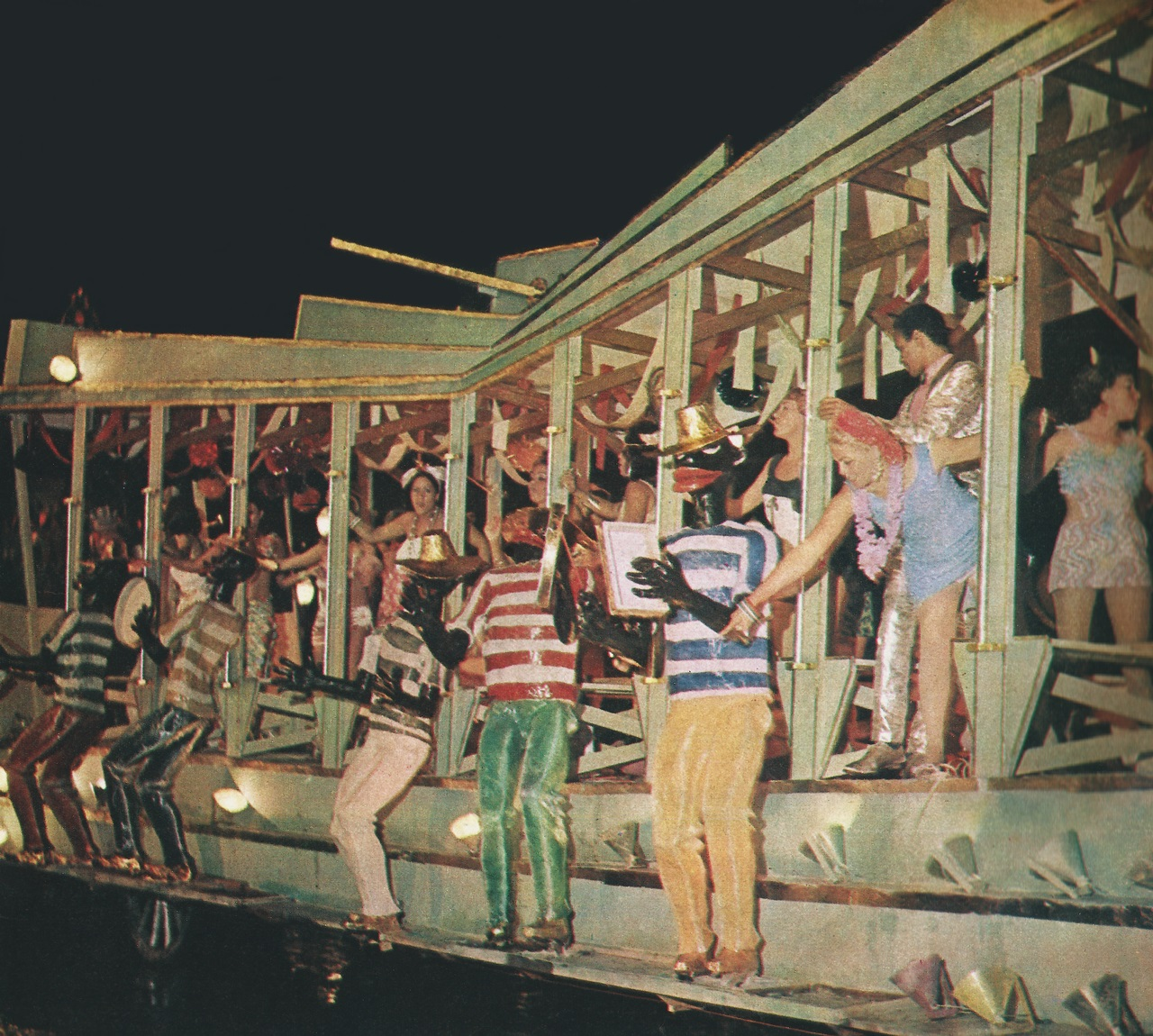
Desfile da Clube dos Embaixadores, em 1968

Rapidamente a moda se espalharia para outras cidades como Recife, Desterro (atual Florianópolis), Porto Alegre, São Paulo, e Salvador. Durante toda a segunda metade do século XIX, até a década de 1930, as Sociedades foram a grande atração do carnaval brasileiro. Até a década de 50, disputaram popularidade com os ranchos e as escolas de samba. Após, começaram a entrar em declínio.
Durante a década de 1980, já eram uma tradição mantida apenas por incentivo da Prefeitura, sem muito destaque. Em 1991, a sociedade Diplomatas da Tiradentes foi a campeã do desfile das sociedades, sendo considerada uma "campeã hour concurs" em 1993, ao desfilar sozinha.

### Itália
Na Itália, as sociedades do Carnaval de Cento estão entre as mais conhecidas. O Cento Carnevale D'Italia é conhecido por viajar ao Brasil e participar do Desfile das Campeãs do Carnaval do Rio, desfilando no Sambódromo da Marquês de Sapucaí.
Em 2012, a classificação final do Carnaval da cidade contou com o seguinte resultado: 1° lugar:Mazalora (enredo: "Yes, We Can" – 228 pontos; 2° – Toponi ("Il goboo di Notre Dame – 209 pontos); 3° I Ragazzi del Guercino – Con L'acqua alla Gola – 207 pontos; 4° – Risveglio ("Giasone e Medea. Alla conquista del Vello D'oro") 191 pontos; 5° Ribelli – ("A carnevale ogni magia vale) 190 pontos; 6° Riscatto ("Armata Bancomat") 180 pontos.